# تسارع توسع الكون

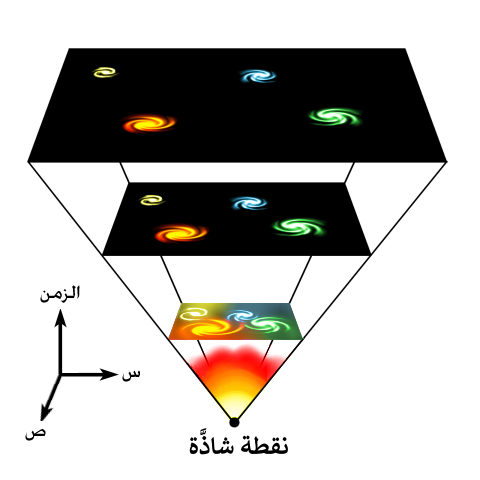
توسع الكون

توسع الكون هو الاسم الذي يطلق على سرعة تباعد المجرات عن بعضها البعض وعن مجرة درب التبانة، ولقد أكتشفت هذه الظاهرة عام 1998م من قبل مجموعتي بحث دوليتين.
وحاول علماء الفلك منذ آلاف السنين الإجابة على سؤال أساسي حول عمر وحجم الكون. هل الكون لانهائي، أو هل يملك الكون حواف في مكان ما؟ وهل هي موجودة دائماً، أو هل بدأت هذه الحواف بالظهور منذ بعض الوقت؟
وفي عام 1929م، اكتشف «إدوين هابل» (وهو عالم فلكي في معهد كاليفورنيا التقني) اكتشافاً مذهلاً سرعان ما أدى إلى إيجاد الإجابات العلمية لهذه الأسئلة: لقد اكتشف أن الكون يتمدد ويتسع. وهذا التمدد لا يعني أننا يجب أن نرى بقية المجرات تتحرك مبتعدةً عنا فقط، ولكن أيضاً المراقب الموجود في مجرة أخرى عليه أن يلاحظ الشيء نفسه.
«في كون متوسع واحد، كل ملاحظ يرى نفسه في منتصف التضخم، وجميع الأشياء حولهُ تتحرك مبتعدةً عنهُ». وبهذه العبارة تشكل الأساس للنظرية الحالية عن بنية وتاريخ الكون. ويهتم علم الكونيات بدراسة بنية الكون الأساسية، والنظرية التي هيمنت على الكوزمولوجيا منذ اكتشاف «هابل» سميت بعدة أسماء، ولكن أكثرها انتشاراً يعرف بالانفجار العظيم (وهو النموذج الذي أسس لنشأة علم الفلك).

## الملخص
إن توسع أو انكماش الكون يعتمد على طبيعته وتاريخه، ومع كمية مناسبة من المادة، يمكن أن يتحول التمدد إلى تقلص وانهيار
وبما أن الكون يتمدد والمجرات تتباعد عن بعضها، فإن متوسط الكثافة الكونية يتناقص، ونستطيع من معدل سرعة التوسع
الحالية، أن نستنتج أن الكثافة كانت هائلة منذ ثلاثة عشرة إلى خمسة عشر مليار عام، وتبين المشاهدة أن المجرات كانت متقاربة.

## تاريخ الكون

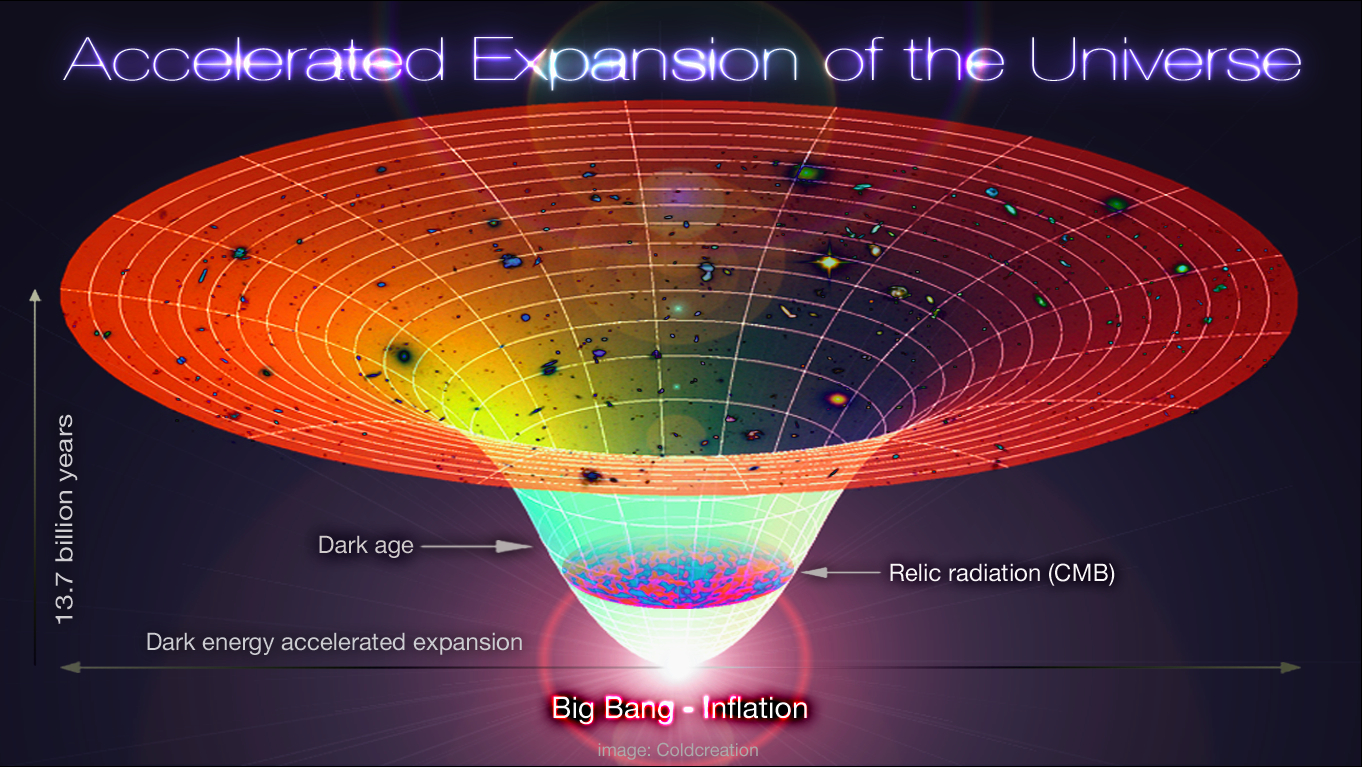
لامدا - المادة المظلمة الباردة ، التوسع المتسارع للكون ، الانفجار الكبير - التضخم.

في الوقت الذي كانت فيه الكثافة مساوية لثابت بلانك كان الكون مؤلفاً من مزيج حار من الجسيمات البدائية، والتي كانت تمتلك طاقة عالية جداً.جميع الجسيمات الأولية مثل الكوارك والهايدرونات والإلكترونات والفوتونات كانت ضمن المزيج.وفي الواقع هذه الجسيمات تتحد في الغالب لتكوين وحدات أكبر كالذرات. ولكن في درجات حرارة عالية جداً تبقى هذه الجسيمات منفصلة في حالة بلازما. ومع الانفجار العظيم وبدء انتفاخ الكون الناشئ انخفضت كثافة وحرارة المزيج، وبعد جزء صغير من الثانية اتحدت الكواركات مع بعضها مكونة البروتونات والنيوترونات في عملية تسمى تخليق باريوني. بعد مضي دقائق قليلة اتحدت البروتونات
والنيوترونات لتشكل أنوية الذرية في عملية تسمى التخليق النووي. وبعد مرور مئات الآلاف من السنين إتحدت هذه البروتونات والنيوترونات مع الإلكترونات مشكلة الذرّة بعملية تسمى إعادة تشكيل كوني. وبعد ذلك تجمعت المادة بفعل الجاذبية مع بعضها مشكلة المجرات والنجوم والأجرام السماوية...

## خصائص الكون المتوسع
يقول البروفيسور«ايدنجتون»:((إن مثال النجوم والمجرات كنقوش مطبوعة على سطح بالون من المطاط وهو ينتفخ باستمرار، وهكذا تتباعد
جميع المجرات الفضائية عن أخواتها بحركاتها الذاتية في عملية التوسع الكوني))
إن فرضية الكون المتوسع لها ثلاثة حالات ممكنة، وكل حالة تضعنا أمام تصور مختلف لنهاية الكون. هذه الحالات هي الكون المفتوح (Open universe) والكون المسطح (Flat universe) والكون المغلق (Closed universe). إذا كان الكون مفتوحاً، فسوف يستمر في التوسع إلى اللانهاية، أما إذا كان مسطحاً، فإنه أيضاً سوف يتوسع إلى اللانهاية ولكن معدل التوسع سوف ينعدم بعد زمن معين.أما الكون المغلق فإنه سوف يتوقف عن التوسع بعد زمن معين ويبدأ بالانكماش والانهيار على نفسه.وفي الحالات الثلاث فإن معدل التوسع سوف يتباطأ، والقوة التي تسبب هذا التباطؤ هي قوة الجاذبية.
ولفهم هذه الحالات الثلاث يمكن أن نفترض أن سفينة فضائية تريد الانطلاق من على سطح الأرض.إذا كانت السفينة لا تمتلك السرعة الكافية التي تمكنهامن تجاوز الجاذبية الأرضية فإنها في النهاية سوف تسقط وتتحطم.وهذا مشابه لحالة الكون المغلق.أما إذا أُعطيت السفينة السرعة الكافية فقط لتجاوز الجاذبية الأرضية، فإنها سوف تصل إلى مدار تدور فيه حول الأرض من دون السقوط عليها، وهذا هو الكون المسطح.وفي حال أعطيت السفينة أكثر من الطاقة اللازمة لتجاوز الجاذبية الأرضية، فإنها بعد خروجها من المجال الجوي سوف تمتلك دائماً سرعة زائدة بحيث تستمر في المسير وربما غادرت المجموعة الشمسية بأكملها إلى مالا نهاية (وذلك لعدم وجود أية قوى مبددة لسرعتها).

## نهاية الكون
إن ملاحظات «هابل» حول توسع الكون تقترح وبشكل أكثر عمومية أن الكون يتغير مع الزمن. وكما في أغلب العناصر، فإننا نعرف عن ماضيها أكثر من معرفتنا بمستقبلها، ولكن إذا افترضنا أن النظريات الفيزيائية الحالية صحيحة عندها سوف نتمكن من توقع الكثير من الأمور حول مستقبل كوننا.
هل الكون سوف يظل موجوداً دائماً أم أنه سوف ينتهي يوماً ما كما بدأ؟ ومن ناحية أُخرى، هل سوف يستمر توسع الكون إلى الأبد؟.إذا استمر الكون
في الاتساع فإنه من المحتمل أن يبقى موجوداً إلى اللانهاية.وفي المقابل، إذا توقف التوسع يوماً، فإن الكون سوف يتقلص وينهار حتى يصل مرة أُخرى إلى كثافة بلانك وبعد ذلك لا نملك أي فكرة عما سيحدث.
نحن نعلم من النسبية العامة أن معدل توسع الكون يتباطأ بتأثير الجاذبية المتبادلة لجميع الأجسام بداخله.وأن استمرار التوسع إلى الأبد يعتمد على وجود كمية مادة كافية لتعكسه.إذا كانت كثافة المادة داخل الكون أقل من القيمة العاكسة فإن الكون سوف يستمر في التوسع، لكن من الناحية المقابلة، إذا كانت الكثافة أعلى من القيمة العاكسة، فإن قوة سحب الجاذبية سوف تصبح في النهاية كافية لتوقف التوسع ثم يعود الكون لينهار على نفسه ويتقلص.
إذا استمر الكون في التوسع، فإن مجموعات وعناقيد المجرات سوف تتباعد عن بعضها البعض. وفي النهاية كل مجرة سوف تكون وحيدةً في الفضاء الفارغ، ولكنها لن تبقى على ذلك، حيث تتباعد النجوم هي الأخرى عن بعضها. سوف تحرق النجوم وقودها وتنطفئ، تاركةً وراءها حجارة شديدة البرودة. هذه العملية سوف تستغرق زمناً لايمكن تصوره ولكنها سوف تحدث في النهاية. وعندها لن يبقى في الكون سوى مجموعة من العناصر الابتدائية الغير مستقرة.إن طاقة الكون سوف تتوزع بشكل غير متساوي ضمن حرارة شديدة الانخفاض، ومع استمرار توسع الكون فإن هذه الحرارة سوف تنخفض وسوف يصبح الكون أكثر خُلوُّاً وبرودة.
هذا السيناريو يسمى بالموت الحراري للكون.
من ناحية أخرى، إذا امتلك الكون الكثافة الكافية للقيمة العاكسة، فإن المجرات في النهاية سوف تتحرك باتجاه بعضها البعض.وعندما تصبح قريبة إلى حدٍّ كبير فإن جميع المجرات والنجوم سوف تنهار على بعضها البعض، حتى الوصول إلى نقطة يكون عندها الكون عبارة عن المفردة من لاشئ عدا الكثافة والحرارة الكبيرتين.وعندها تتوقف جميع النظريات الفيزيائية الحالية، ولا نستطيع التنبؤ بما سوف يحدث بعد ذلك.

## اقرأ أيضا
- انفجار عظيم
- سرعة الضوء
- مجموعات وعناقيد المجرات
- خط زمني للانفجار العظيم

## ارتباطات خارجية
- نظرية جديدة لنشأة الكون - بي بي سي العربية